# 孔道民
孔道民（？—？），会稽山阴人，孔子二十七代孙，孔严之子，东晋宣城内史、中书郎。王恭起兵的时候，孙泰私自聚合数千人马讨伐王恭，孔道民、桓放之、周勰等都恭敬地事奉孙泰。孙恩起兵后，孔道民与兄弟孔静民、孔福民都被孙恩所害。